# Aldo Tagliapietra
Aldo Tagliapietra (Venezia, 20 febbraio 1945) è un musicista, cantante e bassista italiano.

## Biografia

### Con Le Orme
Aldo Tagliapietra nasce a Murano, figlio di un maestro vetraio. A venti anni, nel 1965 acquisisce la licenza in teoria e solfeggio al conservatorio Cesare Pollini di Padova. Inizia l'attività artistica vera e propria nel 1966, convocato da Nino Smeraldi, si unisce alla prima formazione del complesso Le Orme. I musicisti della band, inizialmente protesi verso il beat, si indirizzeranno agli inizi degli anni settanta verso il rock progressivo, fornendo un contributo rilevante al genere, non solo a livello nazionale, ma addirittura mondiale (il loro concept Felona e Sorona è inserito, al posto 68, tra i primi 100 album di rock progressivo di sempre nella classifica stesa dal sito www.progarchives.com).
La voce in falsetto dell'artista darà al terzetto uno dei suoi maggiori elementi di continuità e di riconoscimento.
Risale al 1984 il suo primo disco solista, intitolato ...nella notte, inciso durante una pausa della band che da alcuni fan è di fatto equiparata ad un primo scioglimento. La seconda fatica discografica, Radio Londra, è del 1992 (anno che coincide con un altro momento delicato nella storia del complesso Le Orme, dal 1990 senza Tony Pagliuca, successivamente con due tastieristi in organico). Nel 1994 conosce Budhaditya Mukherjee e con il Pandit inizia a studiare il sitar, sua antica passione.
Nel maggio del 2008 pubblica Il viaggio, cofanetto contenente un cd ed un libro, scritto da Tagliapietra in persona, in cui scopre totalmente se stesso, come uomo prima ancora che come musicista. Si avvale della presenza di Michele Bon (tastierista che aveva sostituito Pagliuca ne Le Orme).
Alla fine del 2009, al termine di un'importante tournée con Le Orme in Canada, Tagliapietra sospende la sua attività con il complesso e con il suo partner storico Michi Dei Rossi.

### Attività solistica
Dopo la separazione dalla band, Tagliapietra si dedica alla lavorazione di un doppio album che raccoglie i più importanti brani de Le Orme e della sua carriera solista, rivisti in chiave acustica (da cui il titolo Unplugged). Nel settembre del 2010 riallaccia i rapporti con Tony Pagliuca, ricostituendo il binomio storico rimasto nella storia del complesso: con la partecipazione di Tolo Marton (che aveva fatto parte del nucleo nell'album Smogmagica), si presenta al Prog Exhibition, importante Festival svoltosi il 5-6 novembre a Roma per il quarantennale della musica progressiva in Italia. Il successo di pubblico induce il trio a sviluppare l'iniziativa: esso dichiara, pertanto, di voler proseguire la collaborazione e annuncia un tour di poche ma intense date, che riscuoterà grande successo di pubblico. Non potendo usare il nome storico del complesso, i tre si presentano soltanto con i loro nomi: Tagliapietra Pagliuca Marton.
Terminata questa esperienza, l'artista si immerge nella lavorazione di un album solista dal titolo Nella pietra e nel vento che, pubblicato agli inizi del 2012, verrà supportato da una tournée in tutto il territorio nazionale con una band completata da Aligi Pasqualetto (Tastiere e Minimoog), Andrea De Nardi (Organo Hammond), Matteo Ballarin (Chitarre), Manuel Smaniotto (Batteria). Il 28 novembre del 2012 viene invitato da Greg Lake al concerto inaugurale del tour italiano del musicista britannico, tenutosi al Teatro Municipale di Piacenza, dove canta assieme a Annie Barbazza e Bernardo Lanzetti e a Lake stesso.
Il 10 settembre 2013 esce L'angelo rinchiuso, una suite che nelle sonorità si inserisce nel filone rock progressivo, cosa che era avvenuta in tono minore nel disco precedente. Il 27 ottobre 2017 esce il suo ultimo disco Invisibili realtà.

## Discografia solista
- 1984 – ...nella notte, Holly Records
- 1992 – Radio Londra, Electromantic Music (album live, con inediti)
- 2008 – Il viaggio
- 2011 – Unplugged 1 e 2, Azzurra Music (doppio album; rivisitazione di vecchi brani, con inediti)
- 2012 – Nella pietra e nel vento, Clamore – Distribuzione Self
- 2013 – L'angelo rinchiuso, Clamore – Distribuzione Self
- 2017 – Invisibili realtà, Clamore – Distribuzione Self

## Partecipazioni
- 1984 – Anna Oxa – La mia corsa (Aldo Tagliapietra è autore)
- 1985 – Silvia Conti – Luna nuova (Aldo Tagliapietra è autore)
- 1985 – Iva Zanicchi – Da domani senza te (Aldo Tagliapietra è autore)
- 1990 – Ezra Winston – LP – Ancient Afternoons (Aldo Tagliapietra canta e suona il basso nel brano Night Storm)
- 1991 – Mario Lavezzi – CD – Voci (cori di Aldo Tagliapietra nel brano Per la gloria; tastiere di Michele Bon)
- 1992 – Cristiano Maglioglio – CD – Futtetenne (Aldo Tagliapietra è autore e canta in duetto nei brani Notte romantica e Bella époque)
- 2003 – Ciuke & Aquarasa – CD – Cose buone dal mondo (Aldo Tagliapietra canta nei brani La rana e Vieni a Marghera)
- 2005 – Aeroplanitaliani – CD – Sei felice? (Aldo Tagliapietra suona il sitar in Canzone d'amore)
- 2006 – Faveravola – CD – La contea dei cento castagni (Aldo Tagliapietra canta nel brano La piana dei temoli del Livenza)
- 2007 – Fabio Koryu Calabrò – CD – Sergio Pepe e L'Orchestrina Cuori Solitari (Aldo Tagliapietra canta nel brano Across The Universe)
- 2007 – Alex Carpani – CD – Waterline (voci di Aldo Tagliapietra e Beatrice Casagrande)
- 2008 – Pooh – CD – Beat ReGeneration (Aldo Tagliapietra suona il sitar in 29 settembre)
- 2008 – Il Nostro Canto Libero – CD – Samsara – Tributo a Lucio Battisti (Aldo Tagliapietra canta e suona il basso e la chitarra acustica a 12 corde)
- 2009 – Algebra – CD – JL (Aldo Tagliapietra canta il brano Jonathan)
- 2012 – Vidocq – CD – Vidocq (Aldo Tagliapietra e Vittorio De Scalzi cantano nel brano Il volo del falco)
- 2012 – Cristiano Roversi – CD – Antiqua (Aldo Tagliapietra canta e suona la chitarra a 12 corde nel brano L'amore)
- 2015 – Tony Hadley – CD – The Christmas Album (Aldo Tagliapietra suona la chitarra acustica e il sitar nel brano I Believe In Father Christmas)
- 2018 – Red Canzian – CD – Testimone del tempo – BMG Rights (Aldo Tagliapietra suona il sitar e canta nel brano Eterni per un attimo)

## Discografia Tagliapietra Pagliuca Marton
Non potendo usare il nome Le Orme, Aldo Tagliapietra, Tony Pagliuca e Tolo Marton si presentano con i soli cognomi, accompagnati da David Cross (King Crimson) al violino e da Carlo Bonazza alla batteria, eseguendo Los Angeles, La porta chiusa, Amico di ieri, Alpine valley, Sospesi nell'incredibile, Felona, All'infuori del tempo, Exiles, Gioco di bimba, Sguardo verso il cielo. Il cofanetto comprende la registrazione di quasi tutta la rassegna musicale tenutasi a Roma il 5 e 6 novembre del 2009, alla quale hanno partecipato Premiata Forneria Marconi, Banco del Mutuo Soccorso, Osanna, The Trip, Raccomandata con Ricevuta di Ritorno, Sinestesia, Maschera di Cera, Periferia del Mondo, Abash, accompagnati da ospiti italiani e internazionali come Gianni Leone del Balletto di Bronzo, David Cross dei King Crimson, Ian Anderson dei Jethro Tull, Thijs Van Leer dei Focus, David Jackson dei Van der Graaf Generator).
- 2010 – AA.VV., Prog Exhibition, Edel, 7 CD + 4 DVD.

## Discografia con Le Orme

### Album
- 1969 – Ad gloriam, CAR Juke Box
- 1970 – L'aurora delle Orme, CAR Juke Box
- 1971 – Collage, Philips Records
- 1972 – Uomo di pezza, Philips Records
- 1973 – Felona e Sorona, Philips Records (pubblicato anche in inglese)
- 1974 – Contrappunti, Philips Records
- 1975 – Smogmagica, Philips Records
- 1976 – Verità nascoste, Philips Records
- 1977 – Storia o leggenda, Philips Records
- 1979 – Florian, Philips Records
- 1980 – Piccola rapsodia dell'ape, Philips Records
- 1982 – Venerdì, DDD (ripubblicato su CD con il titolo Biancaneve)
- 1990 – Orme, Philips Records
- 1996 – Il fiume, Tring (ristampato dalla Crisler nel 2004)
- 2001 – Elementi, Crisler/MP
- 2004 – L'infinito, Crisler

### Singoli
- 1967 – Fiori e colori/Lacrime di sale (CAR Juke Box, CRJ NP 1024)
- 1968 – Senti l'estate che torna/Mita Mita (CAR Juke Box, CRJ NP 1030)
- 1968 – Milano 1968/I miei sogni (CAR Juke Box, CRJ NP 1044)
- 1969 – Irene/Casa mia (CAR Juke Box, CRJ NP 1050)
- 1970 – L'aurora/Finita la scuola (CAR Juke Box, CRJ NP 1059)
- 1970 – Il profumo delle viole/I ricordi più belli, Philips Records
- 1971 – Sguardo verso il cielo/Cemento armato, Philips Records
- 1972 – Gioco di bimba/Figure di cartone, Philips Records
- 1973 – Blue rondo a la turk/Concerto n°3 (CAR Juke Box, CRJ NP 1090)
- 1973 – Felona/L'equilibrio, Philips Records
- 1974 – Frutto acerbo/Aliante, Philips Records
- 1975 – Sera/India, Philips Records
- 1976 – Amico di ieri/Ora o mai più, Philips Records
- 1976 – Canzone d'amore/È finita una stagione, Philips Records
- 1976 – Regina al Troubadour/Verità nascoste, Philips Records
- 1977 – Se io lavoro/Storia o leggenda, Philips Records
- 1979 – Fine di un viaggio/Il mago, Philips Records
- 1980 – Piccola rapsodia dell'ape/Raccogli le nuvole, Philips Records
- 1982 – Marinai/La notte, DDD
- 1982 – Rosso di sera/Sahara, DDD
- 1987 – Dimmi che cos'è/Dimmi che cos'è (strumentale), Baby Records
- 1990 – L'universo/Chi sono io, Philips Records
- 2001 – Risveglio, Crisler
- 2004 – L'infinito, Crisler

### Live
- 1974 – In concerto, Philips Records (ristampato su CD da Philips/Universal nel 2004)
- 2008 – Live in Pennsylvania, AUA/Sonny Boy (con DVD)
- 2009 – Live Orme, Black Widow (registrato nel 1976)

### Raccolte
- 1993 – Antologia 1970-1980
- 1997 – Anthology, Replay (comprende le versioni in inglese di alcuni brani del primo periodo)
- 1997 – Amico di ieri, Tring (classici del gruppo rivisitati con la nuova formazione)
- 2005 – Studio Collection 1970-1980
- 2009 – Le Orme, Universal Music (comprende ristampe rimasterizzate in CD di Collage, Uomo di pezza, Felona e Sorona, Contrappunti, In concerto, Smogmagica, Verità nascoste, Storia o leggenda, Florian, Piccola rapsodia dell'ape e Orme)

### Partecipazioni a compilation
- 1976 – Canta e balla le tue corse d'estate, Philips Records (comprende i brani Aliante, Collage e Alienation)
- 1997 – Progfest '97, Pangea/Outer Music (comprende i brani Madre mia, Prima acqua, Il vecchio, Il fiume (Pt. 2), Sospesi nell'incredibile, Felona e La solitudine di chi protegge il mondo)